# Hans Thomsen
Hans Thomsen fue un político y militar alemán, conocido por haber sido jefe del Partido nazi en España durante la Segunda Guerra Mundial. 

## Biografía
Antiguo oficial de la armada, con una amplia y larga experiencia en espionaje, desde 1939 se convirtió en jefe —Landesgruppenleiter— de la «Auslandsorganisation» (AO) del Partido nazi en España. Esto también le dejó al frente de la importante colonia alemana que residía en España. En octubre de 1940 formó parte de la comitiva que recibió en Irún al jefe de las SS, Heinrich Himmler, durante la visita que este realizó a España. En la embajada de Madrid, Thomsen mantuvo unas relaciones difíciles con el jefe local de la Gestapo, Paul Winzer, pero aún más con el jefe de propaganda, el judío pronazi Josef Hans Lazar, del que desconfiaba profundamente. Thomsen tampoco tenía una buena opinión del dictador Francisco Franco y de su cuñado Ramón Serrano Suñer, a los cuales describría en términos bastante negativos.
Uno de los objetivos de su misión era controlar a la colonia alemana y a los militantes nazis en España. Sin embargo, sus actividades acabarían yendo mucho más allá: mantuvo contactos habituales con conocidos jerarcas del régimen, como José Luis Arrese, Ministro-secretario general de FET y de las JONS. También habría estado en contacto con miembros de Falange Española Auténtica, un grupo de falangistas «rebeldes» críticos con la política del régimen franquista y que conspiraban contra el propio Franco.
Thomsen salió de España tras el final de la contienda mundial, bajo custodia de las autoridades aliadas.